# Центр оздоровления и реабилитации «Надежда»
Центр оздоровления и реабилитации «Надежда» — организация, специализирующаяся на предоставлении услуг нетрадиционной медицины. Основателем и директором центра является Н. Н. Антоненко. Ею была разработана собственная методика лечения, которая, согласно её утверждению, является «синтезом науки, религии, медицины и образования». Центр «Надежда» имеет неблагополучную репутацию и многократно подвергался критике со стороны журналистов, представителей науки и религии. В сентябре 2011 года за деятельность, связанную с «целительством» в этом центре, Н. Антоненко была осуждена по двум статьям Уголовного кодекса РФ — мошенничество и покушение на мошенничество.10 августа 2012 года Центр прекратил свою деятельность .

## Информация о центре

### Автор метода
Автором «лечебного» метода, основателем и директором центра является Н. Н. Антоненко. Согласно информации, размещенной на сайте центра, является «доктором психологических наук, … автором и ведущим специалистом новых методов православной восстановительной медицины и социально-психологической реабилитации соматических больных» (заметим, что никаким доктором наук Антоненко не является — см. ниже про провал её кандидатской диссертации).
Н. Н. Антоненко была награждена общественной наградой «Золотая птица». Также несколько раз на платной основе входила в коммерческую энциклопедию «Лучшие люди России».
Интервью с ней публиковались: трижды в небольшой газете «Властная вертикаль федерации» (№ 10 2007 г., № 12 2008 г. и № 11—12 2009 г.) и дважды в выпускаемой самим центром газете «Вера и Надежда». О публикациях в каких-то ещё изданиях достоверных сведений нет.
В 2009 году Н. Н. Антоненко была представлена к соисканию золотого знака Лучший управленец России
. Также в 2009 году статья о её методе была опубликована в газете Лучшие управленцы России № 7 2009 г.
В 2010 году в отношении Н. Н. Антоненко было возбуждено уголовное дело по обвинению в мошенничестве, а 26 апреля 2011 года над ней начался судебный процесс. 19 сентября 2011 года Антоненко была признана виновной и приговорена к 3 годам колонии-поселения.

### Деятельность Центра
По собственному свидетельству представителей, Центр занимается лечением всех болезней, считающихся традиционно неизлечимыми. Свои исследования персонал Центра увязывает с православием.
Организация имеет лицензию Министерства здравоохранения РФ, однако представитель ведомства заявил агентству Интерфакс-Религия, что она выдана по ошибке

## Критика
Деятельность Центра «Надежда» подвергается критике со стороны всех слоёв населения.
Немало критики идёт со стороны представителей науки, религии и медицины. Согласно проведенной экспертизе, так называемая «универсальная жидкость» является обыкновенной водой. Отмечается в целом ненаучный характер исследований и деятельности организации.

### Критика со стороны учёных
Используемая в центре методика лечения не имеет под собой никаких научных оснований, а также противоречит всем данным современной медицины в общем и онкологии в частности.
Сторонники Антоненко указывают на случаи выздоровления онкологических больных, будто бы происходившие в центре. Ни одного надежно подтвержденного случая излечения раковых больных при таких методах «лечения» не зафиксировано, а упомянутые сторонниками случаи имеют причиной постановку диагноза самой Антоненко, которая потом и «излечивает» обманутых людей:
Наиболее ярко суть обманной деятельности Н. Н. Антоненко отражена в свидетельстве одного из её «пациентов» (отметим, что это — типовое свидетельство): «… поехал в Центр „Надежда“. Диагноза своего точно я не знал, думал только, что серьезно болен. Самочувствие было плохое: слабость, боли в боку и пояснице, одышка при ходьбе… На диагностике от Надежды Николаевны я узнал свой диагноз, который от меня скрывали все: рак 4-й стадии. После посещения третьей лекции была твердая уверенность, что только этот метод может помочь… После курса реабилитации стал чувствовать себя лучше… В марте повторно прошел курс реабилитации в Центре. При обследовании в институте Герцена УЗИ показало, что метастазы пропали».
Приведенная история направлена на создание впечатления, что будто бы «метод» Н. Н. Антоненко эффективен при лечении онкологических больных.
На самом деле очевидно, что:
1) не являющаяся врачом, не имеющая высшего профессионального образования в области медицины Н. Н. Антоненко не компетентна ставить вообще никакие медицинские диагнозы, тем более определять наличие либо отсутствие онкологических заболеваний;
2) компетентные специалисты-врачи не фиксировали на основе проведенных специальных исследований каких-либо метастаз рака или злокачественной опухоли у указанного пациента Н. Н. Антоненко, а, следовательно, — вполне естественно, что при последующем УЗИ не было выявлено никаких метастаз;

3) шарлатанскими способами Н. Н. Антоненко невозможно вылечить онкологическое заболевание.
Негативная оценка деятельности Н. Антоненко была дана председателем Комиссии РАН по борьбе с лженаукой академиком Эдуардом Кругляковым в его книге «Ученые с большой дороги».

### Критика со стороны православных деятелей
Надежда Антоненко неоднократно (в том числе на следствии и суде) заявляла о своей православности. Однако официальные представители Русской Православной Церкви заявляют:
Она в большинстве своих материалов заявляет, что действует «по благословению» Русской Православной Церкви или отдельных её авторитетных служителей, что является откровенной ложью. В 2000 году она обращалась за поддержкой в Московскую Патриархию, но получив категорический отказ и запрещение вести оккультную деятельность, все равно не успокоилась и продолжает калечить человеческие жизни.
Более того, в обращении Духовной Семинарии при Свято Николо-Угрешском монастыре говорится:
И все это под видом «православия», под маской «покаяния», под прикрытием икон и евангельских цитат, под видом «синтеза религии, науки, медицины». В издаваемой ею газете «Вера и надежда» Н. Антоненко утверждает: «Мне открыта тайна Господня в избавлении людей от грехов и болезней». Ни больше ни меньше! «Если объединить усилия медицины и ту Божию силу, КОТОРОЙ ВЛАДЕЮ Я ПОКА ОДНА (выделено нами. — Авт.), то мы спасем детей, молодое поколение» …
Русская Православная Церковь уже давно выразила своё отрицательное отношение к деятельности центра «Надежда», как к откровенно оккультному… Что ясно выражено в заявлении Миссионерского отдела, как в печати, так и на сайтах интернета.

### Образование Надежды Антоненко
В биографии на официальном сайте первоначально говорилось:

В 2000 г. окончила Московский Физико-Технический Институт, факультет инновационного менеджмента в здравоохранении.

Однако в МФТИ нет такого факультета, в чем несложно убедиться.
Впоследствии данные на сайте изменились (в дальнейшем изменялись неоднократно), указывая на кафедру инновационного менеджмента в МФТИ. Однако Антоненко не могла её окончить в 2000 году: обучение по этой специальности началось лишь в 2004 году.
Помимо этого, вызывает удивление пункт о «медицинском колледже» в 1967 году. В Советском Союзе, как известно, словом «колледж» ничего не называли.

#### Диссертация Надежды Антоненко
29 марта 2007 г. в 14.00 на заседании диссертационного совета по защите диссертаций Д-212.002.02 в Ярославском государственном университете имени П. Г. Демидова Надежда Антоненко должна была защищать диссертацию по теме «Социально-психологическая реабилитация онкологических больных», представленную на соискание учёной степени кандидата психологических наук по специальности 19.00.05 «Социальная психология» Диссертация защищена не была как изначально не подлежащая защите, кроме того, один факт её предварительного рассмотрения явился причиной серьёзного скандала:
даже поверхностное ознакомление с «диссертацией» и авторефератом «диссертации» Н.Н. Антоненко показывает крайне неудовлетворительный научный уровень этой работы, которая выглядит очень убого даже для дипломной работы в психологическом вузе. Более того, анализ «диссертации» позволяет установить антинаучный характер этой работы, выявить фальсификации и грубейшие нарушения требований Положения о порядке присуждения ученых степеней, утвержденного Постановлением Правительства Российской Федерации.

#### «Доктор философии»
После провала своей кандидатской диссертации Надежда Антоненко якобы получила звание доктора философии. В российской системе научной аттестации степени называются кандидат таких-то наук и доктор таких-то наук. В западной системе есть степень доктор философии (PhD), но достоверные сведения о получении Антоненко такой учёной степени отсутствуют.
В подтверждение получения Антоненко звания приводится запись о «вручении документов»..
- Запись сделана, судя по обстановке, в помещении Центра. Иконы, старушки в платках.
- Демонстрируется некий «диплом».
- На протяжении семи минут некий Купрейчик рассказывает, что же это за доктор философии. Однако не было сказано, как Антоненко смогла получить данную степень без защиты диссертации и публикаций в рецензируемых научных изданиях.

### Способ коррекции статуса больных с онкозаболеваниями по методу Антоненко
В 1998 году Надеждой Антоненко был обнародован и якобы запатентован некий «способ коррекции статуса больных с онкозаболеваниями». На данный момент патент прекратил действие.

### Биографии сотрудников Центра
Биографические сведения прочих сотрудников Центра, выложенные на официальном сайте организации, тоже недостоверны, потому могут правиться при обнаружении наиболее очевидных фактических ошибок. Так, Брянский государственный университет имени академика И. Г. Петровского никогда не назывался «Брянский Ордена „Знак Почета“ Государственный Педагогический Университет им. академика И. Г. Петровского», и в нем нет ни факультета, ни отделения русского языка и литературы. В Московском физико-техническом институте (МФТИ), как уже говорилось, нет факультета инновационного менеджмента в здравоохранении (а существует факультет инноваций и высоких технологий) . В Московском городском психолого-педагогическом университете (который на сайте назван почему-то Московским государственным) существует факультет (а не специальность) «Клиническая и специальная психология» (а не просто «Клиническая психология») со специализациями «специальная психология», «психология дизонтогенеза» и «клиническая психология раннего детства» .

## Союз с раскольниками
В 2012 году Надежда Антоненко вступила в союз с запрещенным в служении, бывшим епископом Русской православной церкви за границей Агафангелом Пашковским.